# Nikica Cukrov
Nikica Cukrov (Sebenico, 6 marzo 1954) è un allenatore di calcio ed ex calciatore jugoslavo, croato dal 1991, di ruolo difensore.

## Carriera

### Giocatore

#### Nazionale
Il suo debutto con la nazionale jugoslava risale al 16 novembre 1977 nella partita contro la Grecia. La sua ultima partita con la nazionale risale al 26 ottobre 1983 contro la Svizzera a Basilea.
Indossò la maglia della nazionale per un totale di quattordici partite, inoltre partecipò alle Olimpiadi di Mosca 1980.

## Statistiche

### Cronologia presenze e reti in nazionale
| Cronologia completa delle presenze e delle reti in nazionale ― Jugoslavia | Cronologia completa delle presenze e delle reti in nazionale ― Jugoslavia | Cronologia completa delle presenze e delle reti in nazionale ― Jugoslavia | Cronologia completa delle presenze e delle reti in nazionale ― Jugoslavia | Cronologia completa delle presenze e delle reti in nazionale ― Jugoslavia | Cronologia completa delle presenze e delle reti in nazionale ― Jugoslavia | Cronologia completa delle presenze e delle reti in nazionale ― Jugoslavia | Cronologia completa delle presenze e delle reti in nazionale ― Jugoslavia |
| Data                                                                      | Città                                                                     | In casa                                                                   | Risultato                                                                 | Ospiti                                                                    | Competizione                                                              | Reti                                                                      | Note                                                                      |
| ------------------------------------------------------------------------- | ------------------------------------------------------------------------- | ------------------------------------------------------------------------- | ------------------------------------------------------------------------- | ------------------------------------------------------------------------- | ------------------------------------------------------------------------- | ------------------------------------------------------------------------- | ------------------------------------------------------------------------- |
| 16-11-1977                                                                | Salonicco                                                                 | Grecia                                                                    | 0 – 0                                                                     | Jugoslavia                                                                | Coppa dei Balcani                                                         | -                                                                         | 65’                                                                       |
| 5-4-1978                                                                  | Teheran                                                                   | Iran                                                                      | 0 – 0                                                                     | Jugoslavia                                                                | Amichevole                                                                | -                                                                         | 61’                                                                       |
| 18-5-1978                                                                 | Roma                                                                      | Italia                                                                    | 0 – 0                                                                     | Jugoslavia                                                                | Amichevole                                                                | -                                                                         |                                                                           |
| 4-10-1978                                                                 | Zagabria                                                                  | Jugoslavia                                                                | 1 – 2                                                                     | Spagna                                                                    | Qual. Euro 1980                                                           | -                                                                         | 66’                                                                       |
| 25-10-1978                                                                | Bucarest                                                                  | Romania                                                                   | 3 – 2                                                                     | Jugoslavia                                                                | Qual. Euro 1980                                                           | -                                                                         |                                                                           |
| 15-11-1978                                                                | Skopje                                                                    | Jugoslavia                                                                | 4 – 1                                                                     | Grecia                                                                    | Coppa dei Balcani                                                         | -                                                                         |                                                                           |
| 1-4-1979                                                                  | Nicosia                                                                   | Cipro                                                                     | 0 – 3                                                                     | Jugoslavia                                                                | Qual. Euro 1980                                                           | -                                                                         |                                                                           |
| 13-6-1979                                                                 | Zagabria                                                                  | Jugoslavia                                                                | 4 – 1                                                                     | Italia                                                                    | Amichevole                                                                | -                                                                         | 78’                                                                       |
| 16-9-1979                                                                 | Belgrado                                                                  | Jugoslavia                                                                | 4 – 2                                                                     | Argentina                                                                 | Amichevole                                                                | -                                                                         | 46’                                                                       |
| 31-10-1979                                                                | Kosovska Mitrovica                                                        | Jugoslavia                                                                | 2 – 1                                                                     | Romania                                                                   | Qual. Euro 1980                                                           | -                                                                         | 84’                                                                       |
| 14-11-1979                                                                | Novi Sad                                                                  | Jugoslavia                                                                | 5 – 0                                                                     | Cipro                                                                     | Qual. Euro 1980                                                           | -                                                                         |                                                                           |
| 22-3-1980                                                                 | Sarajevo                                                                  | Jugoslavia                                                                | 2 – 1                                                                     | Uruguay                                                                   | Amichevole                                                                | -                                                                         | 80’                                                                       |
| 30-3-1980                                                                 | Belgrado                                                                  | Jugoslavia                                                                | 2 – 0                                                                     | Romania                                                                   | Coppa dei Balcani                                                         | -                                                                         | 46’                                                                       |
| 26-10-1983                                                                | Basilea                                                                   | Svizzera                                                                  | 2 – 0                                                                     | Jugoslavia                                                                | Amichevole                                                                | -                                                                         |                                                                           |
| Totale                                                                    |                                                                           | Presenze                                                                  | 14                                                                        |                                                                           | Reti                                                                      | 0                                                                         |                                                                           |

## Palmarès

### Giocatore

#### Club

##### Competizioni nazionali
- Coppa di Jugoslavia: 3

Rijeka: 1977-1978, 1978-1979
Hajduk Spalato: 1983-1984

##### Competizioni internazionali
- Coppa dei Balcani per club: 1

Rijeka: 1977-1978

#### Nazionale
- Giochi del Mediterraneo: 1

 Spalato 1979